# 舍夫特蘭

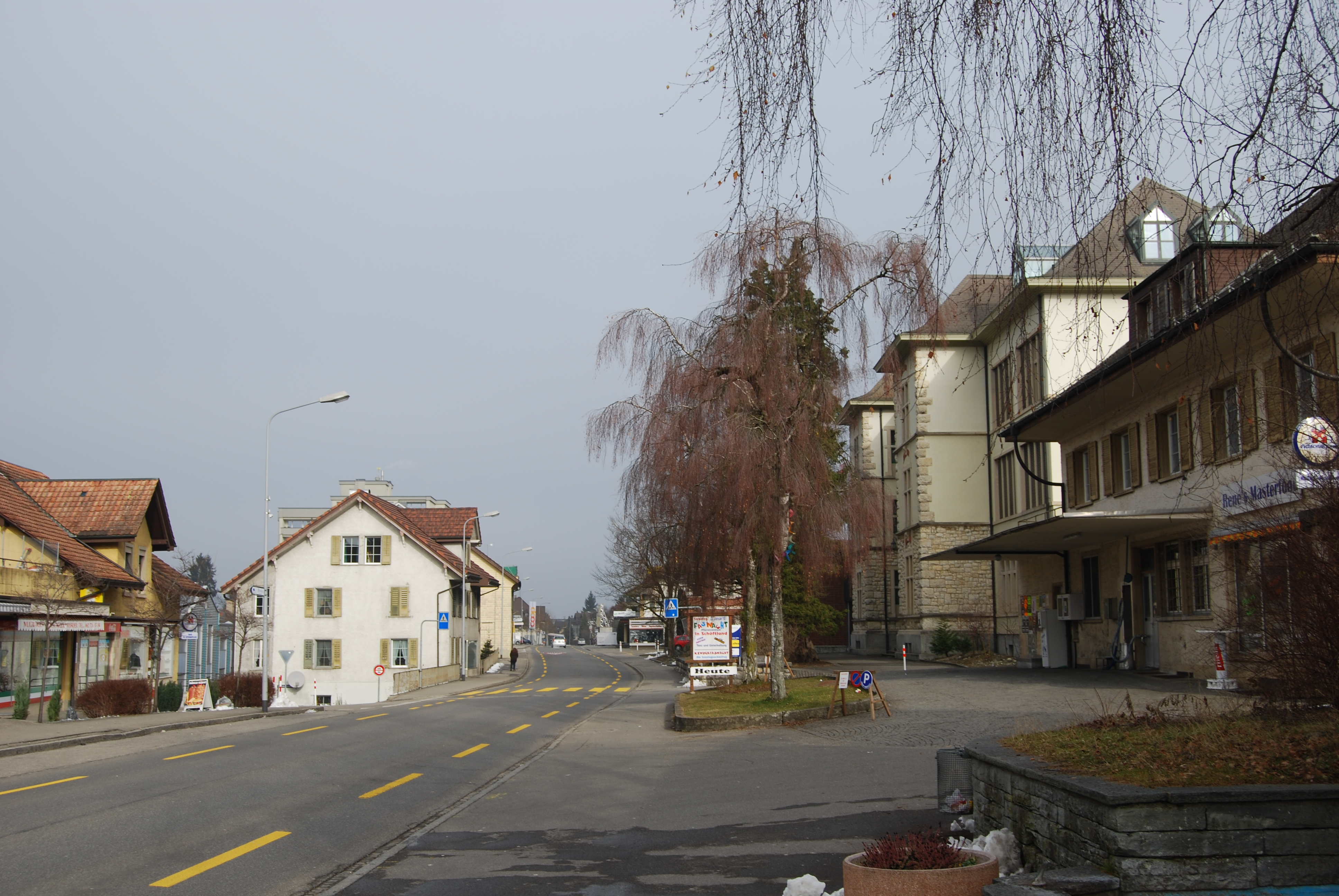

舍夫特蘭是瑞士的城鎮，位於該國北部，由阿爾高州負責管轄，面積6.28平方公里，海拔高度461米，2012年人口3,832，五成半人口信奉基督教，人口密度每平方公里610人。